# Przytocznica
Przytocznica (pierwotnie Przetocznica ) – wieś w Polsce położona w województwie wielkopolskim, w powiecie ostrzeszowskim, w gminie Doruchów.

## Historia
Miejscowość historycznie należy do ziemi wieluńskiej i pierwotnie związana była z Wielkopolską oraz Dolnym Śląskiem. Ma metrykę średniowieczną i istnieje co najmniej od XIV wieku. Wymieniona pierwszy raz w dokumencie zapisanym po łacinie w 1305 pod nazwami „Przecothnicza, Prszetocznicza, Przitocznica, Przetocznycza” .
Wieś wspominały historyczne dokumenty prawne, własnościowe i podatkowe. W 1305 mieszkańcy płacili dziesięcinę, wiardunek z 40 łanów biskupowi wrocławskiemu. W 1360 należała rzekomo do biskupstwa wrocławskiego. Wymieniona została w dokumencie biskupa wrocławskiego Przecława z 24 czerwca 1360 roku. W 1415 miejscowość przeniesiona z parafii Mikorzyn do parafii Doruchów. W 1441 odnotowano podatek pobierany z 17 łanów, a z jednego łanu go nie płacono. W 1424 Leonard i Mikołaj sprzedali Przytocznicę za 300 grzywien Piotrowi z Doruchowa. W 1434 odnotowano właścicieli gospodarstw we wsi: Mikołaja, Bobrka i Floriana Starego zwanego Przetockim. W 1462 Andrzej Przetocki za 18 florenów zastawił dwa łany w Przytocznicy Sędziwojowi Marszałkowskiemu. W 1464 przy podziale dóbr starszy brat Andrzej otrzymał połowę Przytocznicy z 2 sadzawkami, a drugą połowę otrzymał młodszy Stanisław wraz ze starym dworem oraz z sadzawkami: Kotlińską i koło Godziętowów. W 1518 miejscowość liczyła 5 łanów, a w 1553 łanów było dwa. W latach 1651–1670 odnotowano 11 łanów. W 1518 wieś leżała w powiecie ostrzeszowskim .
W latach 1975–1998 miejscowość administracyjnie należała do województwa kaliskiego.